# Le Puzzle (Buffy)
Le Puzzle est le 2e épisode de la saison 2 de la série télévisée Buffy contre les vampires.

## Résumé
Alors qu'elle se dispute avec un Angel jaloux d'Alex, Buffy découvre que le cadavre d'une jeune fille a été volé au cimetière. Le Scooby-gang se demande si quelqu'un souhaite se construire une armée de zombies. Mais quand Cordelia trouve accidentellement des morceaux de corps humain, le Scooby-gang se rend compte que quelqu'un essaie de fabriquer le corps d'une jeune fille idéale à partir de divers cadavres. Il s'agit en fait de deux lycéens : Chris Epps, génie scientifique perturbé par la mort de son frère, et son ami Eric, photographe obsédé. Leur objectif est de créer une compagne artificielle pour le frère de Chris, Daryl, qui a été ramené à la vie mais ne peut supporter sa solitude. Il manque aux comploteurs une tête pour finir leur projet. Le choix de Daryl se porte sur Cordelia.
En fouillant dans la maison de Chris, Buffy découvre que les deux jeunes gens en veulent à Cordelia mais Chris a des remords et révèle à Buffy la vérité au sujet de Daryl. Cependant, celui-ci et Eric ont l'intention de mener leur plan à bien et kidnappent Cordelia. Buffy les retrouve dans un ancien laboratoire de sciences. Au cours du combat qui s'ensuit, un incendie se déclenche. Alors qu'Alex, Giles (qui a commencé à nouer des liens plus intimes avec Jenny Calendar) et Willow évacuent du bâtiment Cordelia et Eric, Daryl s'apprête à tuer Buffy mais est arrêté par Chris et décide de se laisser brûler avec le corps de sa promise de rêve.

## Statut particulier
Noel Murray, du site The A.V. Club, estime que cette « histoire d'obsession romantique » bénéficie d'un monstre de la semaine « vraiment surprenant » et d'une « unité thématique impressionnante » et se termine de manière parfaite malgré une scène d'action finale qui « n'est pas particulièrement palpitante ». Pour la BBC, l'épisode est « très divertissant » et se termine « dans la grande tradition des films d'horreur d'Universal Studios des années 1930 » alors que son « scénario plein d'esprit comporte beaucoup d'humour noir ». Mikelangelo Marinaro, du site Critically Touched, lui donne la note de C+, évoquant un épisode qui souffre d'une « intrigue idiote », d'un « rythme laborieux » et de méchants trop mélodramatiques mais qui est très pertinent et compact dans sa thématique et assure un très bon suivi dans la caractérisation des personnages principaux.

## Analyse
Pour Lorna Jowett, dans Sex and the Slayer, l'épisode est une première version du monstre de Frankenstein dans le Buffyverse (une seconde version plus développée étant l'arc narratif autour d'Adam au cours de la saison 4). Ici, le monstre est Daryl Epps, ancienne star du football américain du lycée de Sunnydale ramené à la vie sous une forme monstrueuse par son frère Chris. Daryl est sujet à de violents accès de rage qui s'expliquent par le fait qu'il est conscient d'être devenu un monstre ; bien qu'il accepte et même encourage Chris et Eric à tuer des jeunes filles dans le but de lui créer une compagne, il n'est pas totalement mauvais et a un fort lien affectif avec son frère. Son existence est une erreur provoquée par l'amour familial et il choisit d'y mettre fin car il sait qu'il ne pourra plus s'intégrer à la société. Le véritable méchant de l'épisode est Eric, un voyeur qui traite les femmes comme des objets et représente pour Jowett une première version de Warren Mears.

## Distribution

### Acteurs crédités au générique
- Sarah Michelle Gellar : Buffy Summers
- Nicholas Brendon : Alexander Harris
- Alyson Hannigan : Willow Rosenberg
- Charisma Carpenter : Cordelia Chase
- David Boreanaz : Angel
- Anthony Stewart Head : Rupert Giles

### Acteurs crédités en début d'épisode
- Robia LaMorte : Jenny Calendar
- Angello Spizziri : Chris Epps
- Michael Bacall : Eric
- Ingo Neuhaus : Daryl Epps
- Melanie MacQueen : Mme Epps